# Primera batalla del campo de gas de Shaer
La Primera batalla del campo de gas de Shaer se produjo a mediados de julio de 2014, durante la Guerra Civil Siria, cuando terroristas del Estado Islámico atacaron y arrebataron el campo a las fuerzas gubernamentales, lo que fue seguido por un contraataque del Ejército.

## Desarrollo
En la noche del 16 de julio, los terroristas del EI lanzaron un asalto masivo al campo de gas de Shaer, situado en la región del desierto de Palmira, en la provincia de Homs. El ataque comenzó como un atentado suicida, seguido por ataques a los puestos de control del Ejército. Después de 12 horas de combate, los terroristas capturaron los ocho puestos de control militar y se aseguraron el campo de gas. De los 370 milicianos del FDN presentes al inicio del ataque, sólo 30 lograron escapar al cercano campo de Hajjar. Días más tarde, se informó de que algunos de los oficiales militares cometieron traición al inicio del ataque.
Después del ataque, el EI publicó en Internet un video que supuestamente mostraba dos lanzacohetes y dos tanques que capturaron y los cuerpos de 50 personas tiradas en un espacio abierto en el desierto, muchos aparentemente ejecutados.
Se determinó que 270 personas en el lado del gobierno, entre ellos 11 trabajadores civiles, fueron asesinados, con al menos 200 de ellos ejecutados después de haber sido capturados. Otros 200 a 250 combatientes del gobierno y trabajadores permanecieron capturados o desaparecidos, mientras que de 21 a 27 terroristas fueron muertos. Los partidarios del gobierno calificaron la muerte de los soldados como una «masacre» y el Observatorio Sirio para los Derechos Humanos de la oposición condenó los asesinatos con el director del OSDH declarando: «El Observatorio condena la ejecución sumaria como un crimen de guerra, independientemente de qué lado está comprometida en el conflicto sirio. La ejecución sumaria es un crimen de guerra — ya sea de civiles o combatientes. Son prisioneros de guerra y no deben ser ejecutados.»
Poco después, los militares lanzaron un intento de recuperar el campo de gas, que incluyó ataques aéreos. Al día siguiente, las fuerzas especiales sirias que se unieron a la batalla como tropas gubernamentales recuperaron partes del campo de Shaer. De 11 a 20 soldados y de 30 a 40 miembros de Daesh murieron durante los enfrentamientos del día.
El 19 de julio, una aeronave gubernamental se retiró del campo debido al fuego de cañones antiaéreos de 23 mm, mientras que la táctica del EI de golpear y correr detrás de las fuerzas gubernamentales lograron recapturar grandes áreas del campo de gas, pero todavía estaban tratando de tomar el control de las zonas de los alrededores. Más tarde, se informó que entre 60 y 65 soldados murieron durante el día, tanto por fuego aliado o en la lucha contra el EI.
El 20 de julio, las fuerzas del gobierno expulsaron al EI del campo de gas y aseguraron el área, mientras que la lucha continuó en sus alrededores. Según otra fuente, el Estado Islámico todavía tenía el control del campo de gas, a pesar de los esfuerzos del Ejército. Al día siguiente, los nuevos refuerzos del gobierno llegaron a la base aérea de Tiyas, al este de la ciudad de Homs, mientras que otros seis soldados murieron en combate.
El 26 de julio, el Ejército aseguró el campo de gas, así como las colinas circundantes. La captura del campo tuvo lugar después de que las fuerzas del EI se retiraran. Según los militares, esto se logró gracias a una «operación de precisión en el que murieron decenas de terroristas». El EI afirmó que se retiraron después de destruir el equipo del campo, y capturar al menos 15 tanques y decenas de cohetes que fueron utilizados para proteger el campo, logrando así su objetivo.

## Consecuencias
A fines de octubre, el EI atacó nuevamente el campo de gas y después de tres días de lucha capturó el campo, así como la Hayyan Gas Company. sólo para ser perdido a la AEA el 6 de noviembre, cuando el Ejército recapturó el campo de gas Shaer y la colina de Syriatel.